# アルダブラ環礁

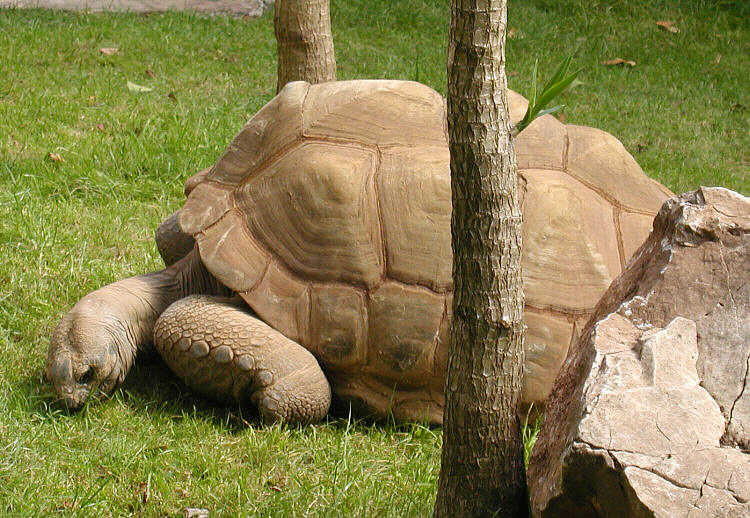
アルダブラゾウガメ

アルダブラ環礁（アルダブラかんしょう）は、サンゴ礁が隆起して出来たインド洋に浮かぶセーシェルの環礁で、人の手がほとんど入っていない状況の中、アルダブラゾウガメをはじめとする独特の動物相・植物相が保たれている地域である。ゾウガメの生息地としては世界最大級で、15万2000頭が生息している。ゾウガメのほかにもアオウミガメ、タイマイなどが生息し、また、アフリカクロトキ、アルダブラシマヨシキリ、アルダブラオウチュウ、ノドジロクイナ、グンカンドリ、フラミンゴなどの多くの鳥類やChaerephon pusillus、Paratriaenops paulianiなどのコウモリも観測される。2010年にラムサール条約登録地となった。

## 地理
環礁は南緯9度24分、東経46度22分に位置し、セーシェルのアウター諸島のうちのアルダブラ群島に含まれている。環礁はマダガスカルの北端からは約430km北西で、セーシェルの中心島マヘ島（Mahé）からは南西1150kmのところにある。また、コモロはアルダブラの南西約350kmにあたる。アルダブラ環礁は、デロッシュ島（Desroches）、ファーカー諸島（Farquhar Group）などとともに、1965年からセーシェルが独立する1976年まで、イギリス領インド洋地域に属していた。
アルダブラ環礁は、キリスィマスィ島に次いで陸地面積世界第2位の環礁である。長さ34km、幅14.5km、海面からの標高は8m、陸上の面積155.4km2、ラグーンは224 km2になり、干潮時と満潮時の間にはその約3分の2が乾いている。ほかには海草の藻場、マングローブの干潟も見られる。

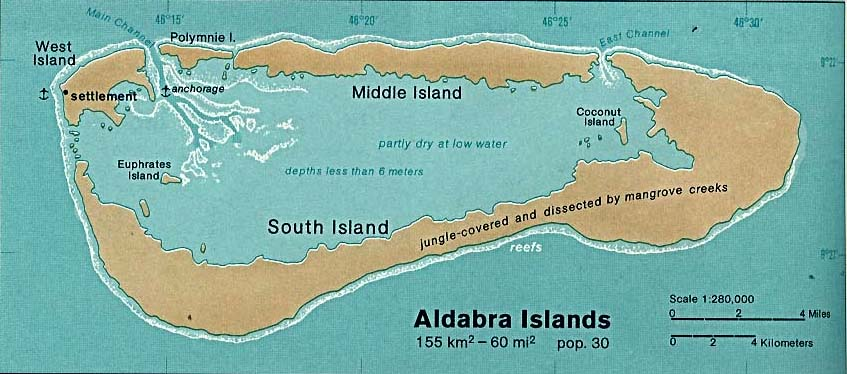
アルダブラ環礁の地図

環礁は4つの島々が円環を形成している。それは左回りに
- South Island（Grand Terre, 116.1 km2）
- Malabar もしくは Middle Island（26.8 km2）
- Polymnieli もしくは Polymnie（4.75 km2）
- Picard（英語版） もしくは West Island（9.4 km2）

となる。
加えて、以下に列挙する小さな島々や岩も存在している（以下、原綴のまま）。
- Île aux Cendres, Île Michel, Île Esprit, Île Moustiques, Îlot Parc, Îlot Emile, Îlot Yangue, Îlot Dubois, Îlot Magnan, Île Lanier, Champignon des Os, Euphrate, Grand Mentor, Grand ÎIot, Gros ÎIot Gionnet, Gros ÎIot Sésame, Heron Rock, Hide Island, Île aux Aigrettes, Île aux Cèdres, Îles Chalands, Île Fangame, Île Héron, Île Michel, Île Suacco, Île Sylvestre, Île Verte, Îlot Déder, Îlot du Sud, Îlot du Milieu, Îlot du Nord, Îlot Macoa, Îlot Marquoix, Îlots Niçois, Îlot Salade, Middle Row Island, Nobby Rock, North Row Island, Petit Mentor, Petit Mentor Endans, Petits ÎIots, Pink Rock, Table Ronde.

## 歴史
アルダブラには1511年にポルトガルの船乗りがヨーロッパ人としての上陸を果たしたが、すでにアラブ人たちには知られており、「アルダブラ」の名も彼らによってつけられたものである。18世紀にはフランス領レユニオンの保護下にあり、ゾウガメを捕獲するための探検隊はレユニオンを起点としていた。1810年には、モーリシャス、レユニオン、セーシェルなどとともにイギリス領となった。
ピカール島の南西の端にあった遺棄されていた施設「ピカール」（Picard）は、現在では自然保護スタッフの駐在所となっており、定住者は彼ら以外にいない。現在の島はセーシェル諸島基金（Seychelles Island Foundation）によって管理されている。

## 登録基準
この世界遺産は世界遺産登録基準のうち、以下の条件を満たし、登録された（以下の基準は世界遺産センター公表の登録基準からの翻訳、引用である）。
- (7) ひときわすぐれた自然美及び美的な重要性をもつ最高の自然現象または地域を含むもの。
- (9) 陸上、淡水、沿岸および海洋生態系と動植物群集の進化と発達において進行しつつある重要な生態学的、生物学的プロセスを示す顕著な見本であるもの。
- (10) 生物多様性の本来的保全にとって、もっとも重要かつ意義深い自然生息地を含んでいるもの。これには科学上または保全上の観点から、すぐれて普遍的価値を持つ絶滅の恐れのある種の生息地などが含まれる。